# Hàng Bồ (phường)
Hàng Bồ là một phường thuộc quận Hoàn Kiếm, thành phố Hà Nội, Việt Nam.
Phường Hàng Bồ có diện tích 0,09 km², dân số năm 2022 là 5.431 người, mật độ dân số đạt 60.344 người/km².